# Hyalinobatrachium ruedai
Espèce
Statut de conservation UICN

 LC  : Préoccupation mineure
Hyalinobatrachium ruedai est une espèce d'amphibiens de la famille des Centrolenidae.

## Répartition
Cette espèce se rencontre :
- en Colombie à Miraflores dans le département de Guaviare à 530 m d'altitude dans la Serranía de Chiribiquete ;
- en Équateur dans la province de Napo sur le versant amazonien de la cordillère Orientale.

Sa présence est incertaine au Pérou.

## Description
Les mâles mesurent de 20,2 à 22,6 mm.

## Étymologie
Cette espèce est nommée en l'honneur de José Vicente Rueda Almonacid.

## Publication originale
- Ruiz-Carranza & Lynch, 1998 : Ranas Centrolenidae de Colombia XI. Nuevas especies de ranas cristal del genero Hyalinobatrachium. Revista de la Academia Colombiana de Ciencias Exactas, Físicas y Naturales, vol. 22, no 85, p. 571-586 (texte intégral).